# St. Jakob in Kastelaz

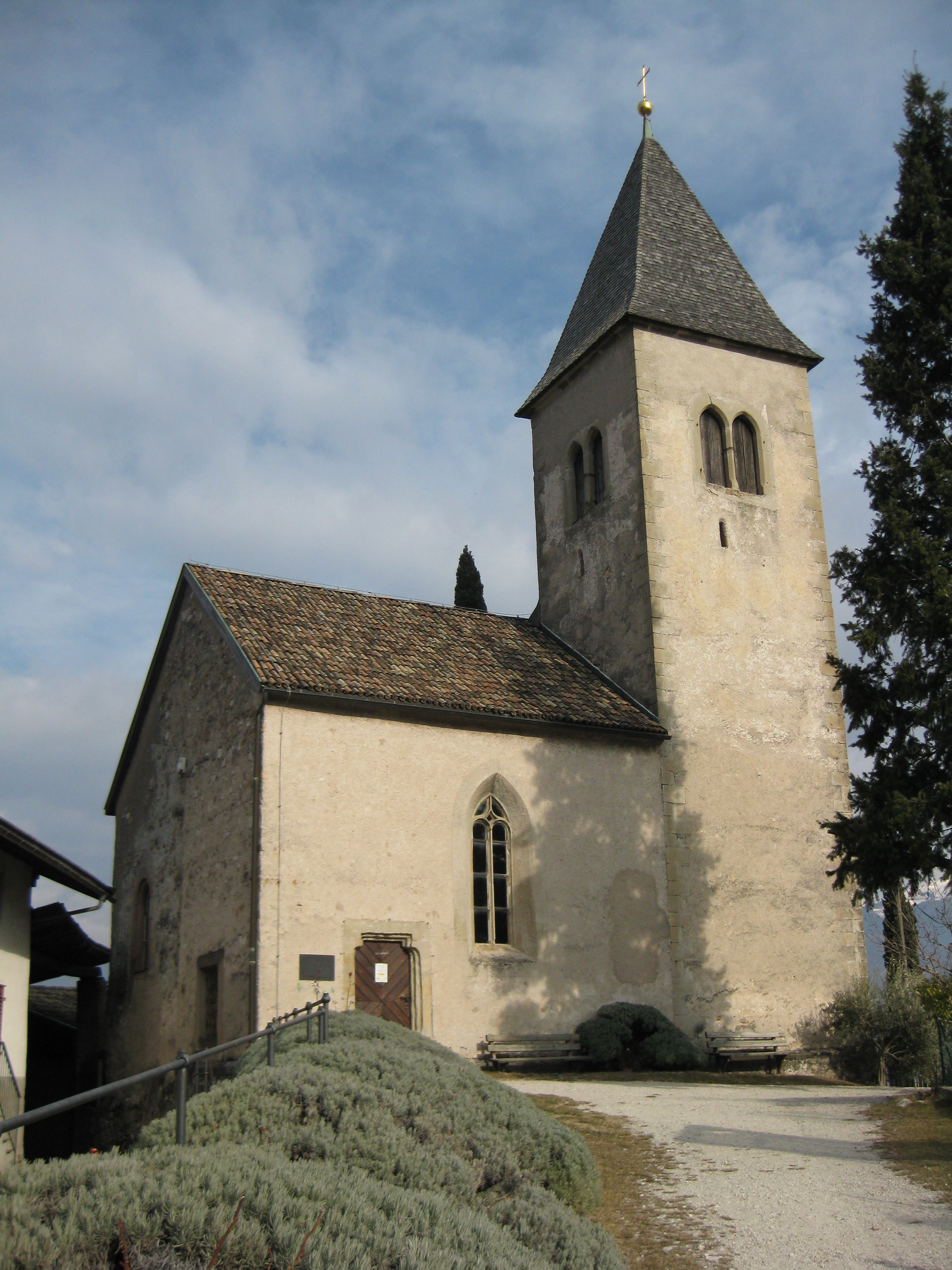
St. Jakob in Kastelaz

St. Jakob in Kastelaz ist eine Kirche auf dem Kastelaz-Hügel oberhalb von Tramin in Südtirol (Italien), die insbesondere für ihre romanischen Fresken bekannt ist.

## Geschichte
St. Jakob dürfte im 11. Jahrhundert entstanden sein, als die Wallfahrtsbewegung nach Santiago de Compostela ihren Höhepunkt erreicht hatte. Vermutlich im frühen 13. Jahrhundert wurde sie mit spätromanischen Fresken ausgestattet. Etwa gleichzeitig entstand auf der Hügelkuppe oberhalb des Kirchleins eine heute verschwundene Burg. Ursprünglich bestand die romanische Kirche nur aus dem rechteckigen Schiff und einer Rundbogenapsis. Das gotische Seitenschiff im Süden wurde 1440 angebaut und erst um 1500 kam an der Nordseite die Sakristei hinzu.

## Fresken
St. Jakob birgt einen der ältesten Freskenzyklen des deutschen Sprachraums.

### Romanische Fresken

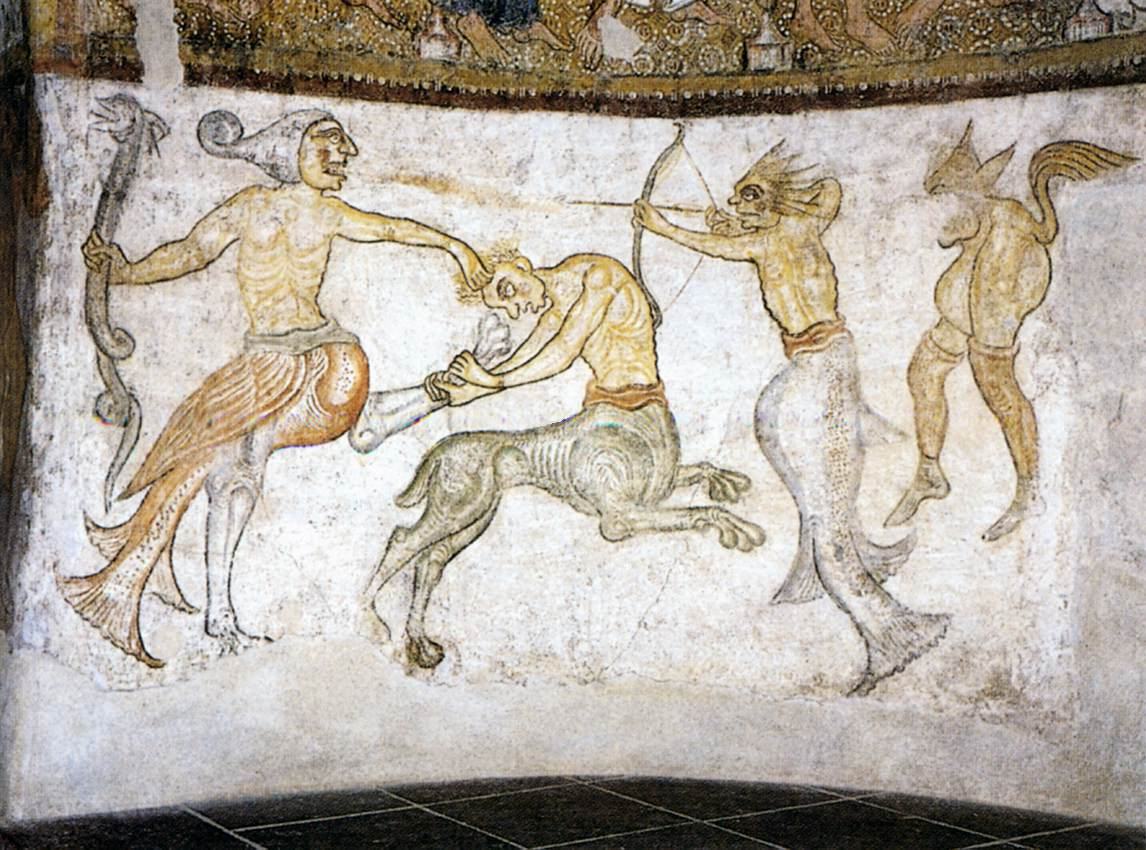
Dämonen-Fresko

Die romanischen Fresken befinden sich in der Apsis und an der Ostwand des Apsidensaals.
In der Sockelzone der Apsis befinden sich Bestien und bedrohliche Fabelwesen, darüber die zwölf paarweise einander zugeordneten Apostel und oben in der Apsis-Kalotte die Maiestas Domini (thronender Christus umgeben von den vier Evangelistensymbolen) in Verbindung mit der Deësis. Im Sockel des Triumphbogens sind links und rechts je ein Atlas, sowie, auf der Höhe der Apostel, eine Vogelfrau und ein Ziegenfisch. Im Zwickel sind Kain und Abel abgebildet, die ihre Opfer darbringen.

### Gotische Fresken

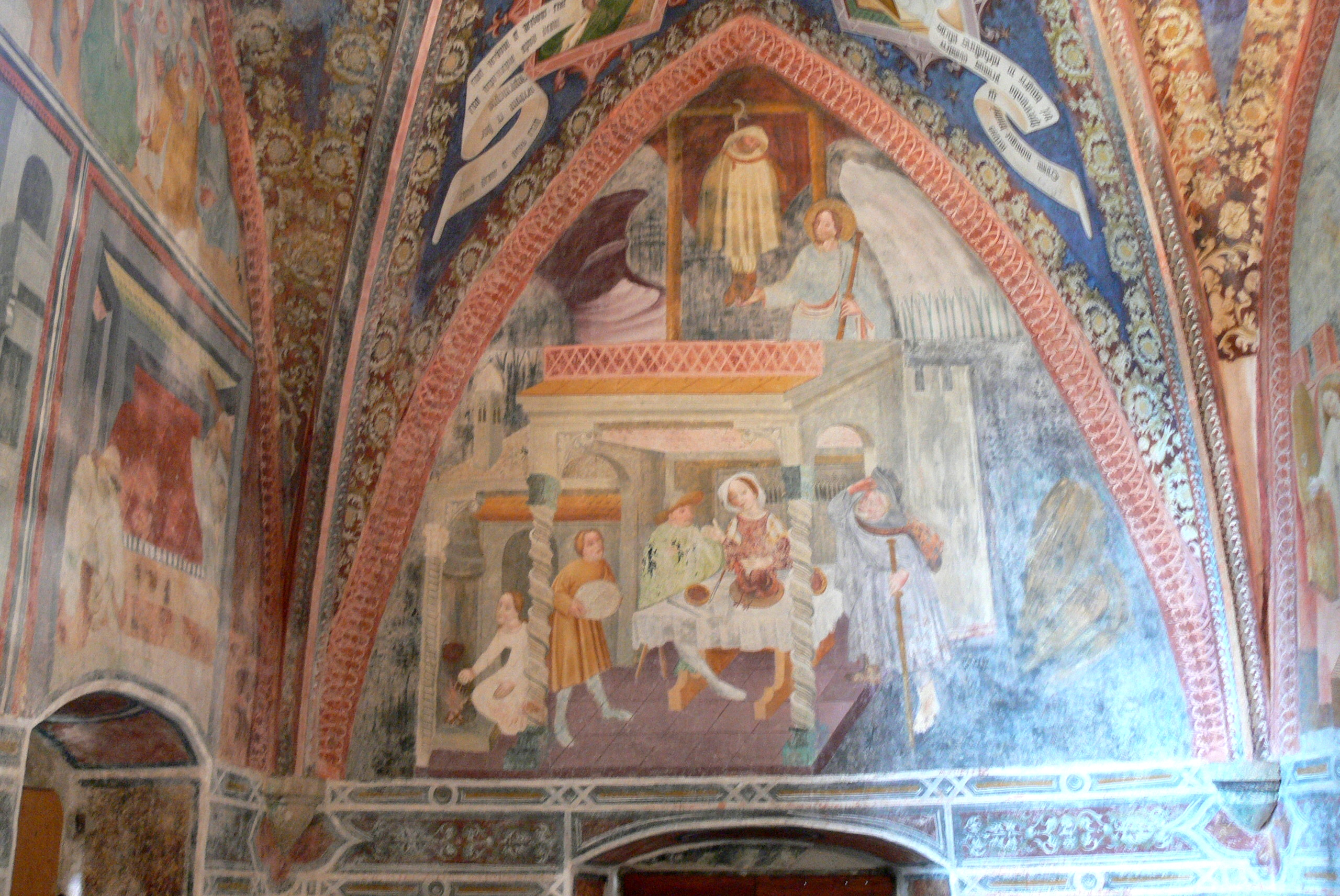
Hühnerlegende (Ambrosius Gander)

Das Seitenschiff ist überaus bunt mit gotischen Fresken von Ambrosius Gander  ausgestaltet. Ein Fresko zeigt zum Beispiel die sogenannte „Hühnerlegende“.